# Juniorvärldsmästerskapen i alpin skidsport 1996
Juniorvärldsmästerskapen i alpin skidsport 1996 avgjordes i Hoch-Ybrig i den schweiziska kantonen Schwyz under perioden 27 februari-3 mars 1996 och var det femtonde världsmästerskapet för juniorer.

## Medaljfördelning
| Placering | Nation    | Guld | Silver | Brons | Totalt |
| 1         | Österrike | 5    | 3      | 3     | 11     |
| 2         | Schweiz   | 3    | 4      | 1     | 8      |
| 3         | Italien   | 1    | 1      | 0     | 2      |
| 4         | Sverige   | 1    | 0      | 0     | 1      |
| 5         | Slovenien | 0    | 1      | 2     | 3      |
| 6         | Tyskland  | 0    | 1      | 1     | 2      |
| 7         | Finland   | 0    | 0      | 1     | 1      |
| 7         | Frankrike | 0    | 0      | 1     | 1      |
| 7         | Kanada    | 0    | 0      | 1     | 1      |
|           | Totalt    | 10   | 10     | 10    | 30     |

## Resultat Damer
| Datum            | Plats               | Disciplin   | Guld             | Silver           | Brons              |
| 27 februari 1996 | Hoch-Ybrig, Schweiz | Störtlopp   | Selina Heregger  | Sylviane Berthod | Eveline Rohregger  |
| 28 februari 1996 | Hoch-Ybrig, Schweiz | Super-G     | Sylviane Berthod | Katarina Breznik | Elisabeth Brandner |
| 29 februari 1996 | Hoch-Ybrig, Schweiz | Storslalom  | Karen Putzer     | Selina Heregger  | Katarina Breznik   |
| 2 mars 1996      | Hoch-Ybrig, Schweiz | Slalom      | Sandra Hälldahl  | Monika Bergmann  | Sabine Egger       |
| 2 mars 1996      | Hoch-Ybrig, Schweiz | Kombination | Selina Heregger  | Sylviane Berthod | Katarina Breznik   |

## Resultat Herrar
| Datum            | Plats               | Disciplin   | Guld               | Silver              | Brons                  |
| 27 februari 1996 | Hoch-Ybrig, Schweiz | Störtlopp   | Ambrosi Hoffmann   | Daniel Dorigo       | Claudio Dietrich       |
| 28 februari 1996 | Hoch-Ybrig, Schweiz | Super-G     | Didier Défago      | Silvano Beltrametti | Pierre-Emmanuel Dalcin |
| 1 mars 1996      | Hoch-Ybrig, Schweiz | Storslalom  | Rainer Schönfelder | Daniel Uznik        | Didier Défago          |
| 3 mars 1996      | Hoch-Ybrig, Schweiz | Slalom      | Benjamin Raich     | Rainer Schönfelder  | Brent McKinlay         |
| 3 mars 1996      | Hoch-Ybrig, Schweiz | Kombination | Rainer Schönfelder | Didier Défago       | Kalle Palander         |